# La tarde en casa
La tarde en casa fue un programa de televisión de género periodístico y de actualidad emitido desde el 28 de marzo de 2016 por Canal 10, teniendo 5 temporadas ininterrumpidas al aire.
Se emitió de lunes a viernes de 14:30 horas hasta las 16:00 horas como una edición extra de La mañana en casa. Fue conducido desde su estreno hasta octubre de 2020 por María Inés Obaldía (también conductora del programa inicial).
Fue reemplazado por el programa de entretenimiento El show de la tarde.

## Programa
Gracias a la muy buena audiencia de La mañana en casa, decidieron hacer otro programa, pero con un fin mucho más volcado a lo periodístico que el programa inicial.
El género del programa es periodístico y de actualidad y combina noticias, invitados y encuestas.
El programa comenzó emitiéndose de lunes a viernes de 14:00 a 15:30 horas, pero luego cambió de horario para comenzar 14:30. Luego, para llenar la grilla por no tener programas en ese horario, dura media hora más, siendo desde las 14:30 hasta las 16.

## Equipo

### Conducción
El programa cuenta con dos periodistas como conductores, María Inés Obaldía y Gerardo Sotelo. Son presentadores desde el comienzo del programa. Ellos ya habían trabajado juntos como presentadores en el programa Caleidoscopio, por casi 20 años.
- María Inés Obaldía (2016 - 2020): Es conductora desde el inicio del programa en 2016 y también es presentadora del programa inicial (La mañana en casa).[3]
- Gerardo Sotelo (2016 - 2019): Es conductor, al igual que la anterior, desde 2016. Es conductor exclusivo de este programa. Se retiró del mismo en el año 2019.
- Aureliano Folle (2020): Fue conductor del programa por poco más de cinco meses.
- Madgalena Correa (2020): Fue conductora del programa por poco más de cinco meses.

### Móviles
- Magdalena Correa (2017 - 2020): Es la movilera del programa desde 2017. También cumple ese rol en el programa matinal Arriba gente. En el 2018 se tomó vacaciones por unos meses y fue reemplazada por Noelia Etcheverry.